# Parafia wojskowa bł. Michała Kozala w Trzebiatowie
Parafia wojskowa pw. Błogosławionego Michała Kozala w Trzebiatowie znajduje się w Dekanacie Wojsk Lądowych Ordynariatu Polowego Wojska Polskiego (do roku 2012 parafia należała do Pomorskiego Dekanatu Wojskowego) Obsługiwana przez księży diecezjalnych. Erygowana 16 czerwca 1995. Mieści się przy ulicy Zagórskiej.